# Szymon Sićko
Szymon Sićko (* 20. August 1997 in Dąbrowa Białostocka) ist ein polnischer Handballspieler. Der Nationalspieler steht in der 1. polnischen Liga bei KS Kielce unter Vertrag. Der Rechtshänder spielt dort im linken Rückraum.

## Karriere
Szymon Sićko spielte in seiner Jugend für den Alumnus Club Handball Dabrowa Bialostocka. Im Sommer 2013 wechselte er in das Handball-Leistungszentrum des SMS Gdańsk (Danzig). In der Saison 2015/16 erzielte der Rückraumspieler in 26 Spielen 180 Tore und nahm damit den zweiten Rang in der Torschützenliste seiner Liga ein. Damit zog er auch die Aufmerksamkeit von Chrobry Glogów auf sich, die den 2,01 Meter-Mann im Sommer 2016 unter Vertrag nahmen. Dort erzielte er in 32 Spielen 103 Tore und wurde für den Titel „Super League Entdeckung des Jahres“ nominiert. Nach der Saison 2016/17 nahm Szymon Sićko ein Angebot des mehrfachigen polnischen Meisters KS Kielce an und unterschrieb einen Vierjahresvertrag. Kielce wollte den Jung-Nationalspieler zunächst aber in die Handball-Bundesliga verleihen, um ihm genügend Spielpraxis zu gewähren. Im Juni 2017 landete Sićko somit beim mittelhessischen Traditionsverein TV 05/07 Hüttenberg, der gerade in die Bundesliga aufgestiegen war. Ab dem Sommer 2018 bis 2020 lief er auf Leihbasis für den polnischen Verein Górnik Zabrze auf. Mit Kielce gewann er 2021, 2022 und 2023 die polnische Meisterschaft sowie 2021 und 2025 den polnischen Pokal. Im Finale der EHF Champions League 2021/22 unterlag er mit Kielce dem FC Barcelona erst nach Siebenmeterwerfen 35:37. Ein Jahr später verlor er mit Kielce das Endspiel gegen den SC Magdeburg mit 29:30 nach Verlängerung.

### Nationalmannschaft
Szymon Sićko durchlief die Jugend- und Junioren-Auswahlmannschaften des polnischen Handballverbandes.
Am 8. Juni 2017 gab er gegen Schweden sein Debüt in der polnischen A-Nationalmannschaft nominiert. Sićko nahm mit Polen an den Europameisterschaften 2020 (21. Platz) und 2022 (12. Platz) sowie der Weltmeisterschaft 2021 (13. Platz) teil.

### Bundesligabilanz
| Saison    | Verein              | Spielklasse | Spiele | Tore | 7-Meter | Feldtore |
| --------- | ------------------- | ----------- | ------ | ---- | ------- | -------- |
| 2017/18   | TV 05/07 Hüttenberg | Bundesliga  | 13     | 5    | 0       | 5        |
| 2017–2018 | gesamt              | Bundesliga  | 13     | 5    | 0       | 5        |